# 博胡米尔·杜尔迪斯
博胡米尔·杜尔迪斯（捷克語：Bohumil Durdis，1903年3月1日—1983年3月16日），捷克男子举重运动员。他曾代表捷克斯洛伐克参加1924年夏季奥林匹克运动会举重比赛，获得男子轻量级铜牌。